# FC Likhopo
O FC Likhopo é um clube de futebol com sede em Maseru, Lesoto. A equipe compete na Lesotho Premier League.

## História
O clube foi campeão nacional duas vezes .

## Títulos
Lesotho Premier League (2): 2005 e 2006.